# Guímel
La Guímel es la tercera letra de muchos abyads (alfabetos) semíticos, incluyendo gaml 𐤂 en fenicio, gāmal ܓ en siríaco, guímel ג en hebreo, ǧīm ج en árabe y gäml ገ en etíope.
La guímel está presente en Unicode como U+05D2 ג hebrew letter gimel.

En fonética la guímel representa el sonido /g/. En hebreo israelí moderno, siríaco y fenicio en principio de la palabra se pronuncia como /g/, en cambio en el medio o final de la palabra se pronuncia como /ɣ/, excepto el hebreo israelí moderno, donde la letra guímel sólo tiene el fonema /g/. 

## Origen
El nombre de esta letra (gaml, guímel) significa "camello". La letra fenicia 𐤂 (gaml) deriva de uno de los jeroglíficos egipcios que representa una casa i dio lugar a la gamma griega (Γ), G latina y В y Г cirílica.
| egipcio | protosinaítico | fenicio |
| ------- | -------------- | ------- |
| 𓌙       |                | 𐤂       |

## Alfabeto árabe
En alfabeto árabe esta letra se llama الجيم [al'dʒiːm]. Es la tercera letra del alfabeto árabe. En la numeración abyad tiene el valor de 3. Es una letra lunar. Proviene, por vía de los alfabetos nabateo y arameo, de la letra fenicia gaml.
| fenicio | arameo | siríaco | nabateo | árabe |
| ------- | ------ | ------- | ------- | ----- |
| 𐤂       | 𐡂      | ܓ       |         | ج     |

Puede representar, según el dialecto, el sonido consonántico /dʒ/, /ʒ/ (el del levante mediterráneo y varias partes del norte de África) o bien /g/ (el egipcio y el yemení meridional).
En la notación matemática moderna, tiene el mismo uso que la {\displaystyle c} en occidente.
| Aislada | Final | Media | Inicial |
| ﺝ       | ـﺞ    | ـﺠ    | ﺟ       |

Representa un sonido africado, prepalatal y sonoro, /ʤ/. 
La ǧīm se liga a la siguiente letra de la palabra. También con la precedente, siempre que esta no sea álif, dāl, ḏāl, rā, zāy o wāw, que nunca se atan a la letra posterior.

### Representación, transcripción y transliteración
En la representación Unicode, ǧīm ocupa el punto U+062C con el nombre ARABIC LETTER JEEM.
En la codificación ISO 8859-6, el punto 0xcc.
Como entidad HTML, se codifica como &#1580;

## Alfabeto hebreo
En hebreo se escribe como ג, nombre completo en hebreo és גִּימֵל y transcrito como Gimel o Guímel.
| Variantes | Variantes  | Variantes |
| Cuadrada  | Manuscrita | Rashi     |
| --------- | ---------- | --------- |
| ג         | Guímel     | Rashi     |

La letra ג o guímel es la tercera letra del alfabeto hebreo. También toma el valor numérico de tres. Proviene, por vía del alfabeto arameo de la letra fenicia gaml.
Esta letra representa dos fonemas diferentes: cuando la guímel se encuentra al principio de la palabra, se pronuncia como /g/ (guímel); en cambio en cuando esta letra está en medio o final de la palabra, se pronuncia como /ɣ/ (ɣímel), (como la g intervocálica en español [hago], o "gamma" en griego moderno) aunque en hebreo israelí moderno esta oposición ya no se da, quedando [g] como único fonema para este grafema. Los dos se distinguen por un punto (llamado daguesh), que se pone en el centro de la letra para el sonido /g/ i para el sonido /ɣ/ no se pone.
En hebreo moderno también se emplea la guímel seguida de un apóstrofo para transcribir el sonido [d͡ʒ] (pronunciación de "yo" enfático, j en inglés o dj en francés), en extranjerismos, por ejemplo ג'אז : jazz.

### Variaciones en forma/pronunciación
| Nombre | Símbolo | AFI | Transliteración | Ejemplo            |
| ------ | ------- | --- | --------------- | ------------------ |
| Ɣímel  | ג       | /ɣ/ | ɣ               | tamaziɣt (bereber) |
| Guímel | גּ       | /g/ | g               | gato               |

### Guímel con el daguesh
Cuando la guímel tiene un "punto" en su centro, conocido como daguesh, esta letra representa el sonido /g/. Hay varias reglas de la gramática hebrea que estipulan cuándo y por qué se utiliza un daguesh.

### Guímel sin el daguesh (ɣímel)
Cuanto esta letra aparece como ג sin el daguesh ("punto") en el centro entonces representa la fricativa labiodental sonora: /ɣ/. En hebreo israelí moderno, como ya se ha dicho, esta letra únicamente se pronuncia como /g/.

### Simbolismo
Simboliza bondad y culminación, maduración, actos de bondad. Eterna beneficencia de Dios hacia los hombres. ¿Por qué la guímel está en justa posición con la bet? Porque bet representa casa, el hogar que está abierta para todos y guímel representa el Guever, hombre, quien ve a una persona necesitada parada en la puerta y le procura alimento: comida, bebida y compañía. Guímel es 3: dos factores oponentes deben ser unidos para formar un tercero, más perfecto como entidad, capacidad de neutralizar dos fuerzas contrastantes. 3 es el resultado de una unión, por ejemplo, bondad y justicia resultan en verdad, significa el balance. La verdad decide cuándo utilizar la bondad y cuando la justicia (Khesed Tiferet Guevurà). Las 27 letras del álef-bet total pueden ser divididas en elegidas. Las elegidas representan unidades de santidad ascendente.
La guímel significa no sólo camello, sino la casa (bet) que la humanidad a través del tiempo transporta. Significa también el bien. La guímel es en esencia la variación de las letras zain y yod. La guímel puede ser vista como el hombre caritativo, el pie izquierdo de la guímel es como el pie levantado del río que va hacia la casa del pobre que es simbolizada por la próxima letra.

## Alfabeto siríaco
| Madnḫaya | Serṭo | Esṭrangela | Unicode |
| -------- | ----- | ---------- | ------- |
|          |       |            | ܓ       |
| Gamal    | Gomal | Gamal      | Gāmal   |

En alfabeto siríaco, la tercera letra es ܓ (en siríaco clásico: ܓܵܡܵܠ - gāmal). El valor numérico de la gāmal es 3. Proviene, por vía del alfabeto arameo de la lletra fenicia gaml.

### Fonética
| Al principio de la palabra | Al final o en medio de la palabra |
| -------------------------- | --------------------------------- |
| G                          | Ɣ                                 |

Es una de las seis letras que representan dos sonidos asociados (las otras letres son Bet, Dálet, Kaf, Pe y Taw. Cuando la gāmal está en principio de la palabra, o cuando está en medio de la palabra pero después de una consonante, se pronuncia como /g/. En cambio en cuando está en medio o al final de la palabra, o va después de una vocal se pronuncia como /ɣ/.
Quando esta letra tiene una virgulilla, se llama Jamal/Jomal (ܓ̰ܡܵܠ). Esta modificación de la letra, se usa para representar el fonema /d͡ʒ/. Se usa en escritura garshuni i algunas lenguas neoarameas para escribir palabras provenientes del árabe o persa.

## Jeroglífico egipcio
| W11 |

| W11 |

Cuando este jeroglífico es un fonograma se pronuncia como /g/. En cambio cuando es un ideograma, representa jarra o suporte (Gardiner W11).

## En otros alfabetos
| Arameo   | Siríaco | Samarità | Ugarítico | Fenicio |
| -------- | ------- | -------- | --------- | ------- |
| 𐡂        | ܓ       | ࠂ        | 𐎂         | 𐤂       |
| Yemenita | Etíope  | Árabe    | Hebreo    |         |
| 𐩴        | ገ       | ج        | ג         |         |